# L’Aurore
L’Aurore (dosł.: „Świt”) – tytuł francuskiego dziennika o profilu literackim, artystycznym i społecznym, wychodzącego w Paryżu w latach 1897–1914.
Gazeta ta zasłynęła publikacją (13 stycznia 1898) listu otwartego autorstwa Émile’a Zoli, adresowanego do prezydenta Republiki Francuskiej, pt. „J’Accuse…!” (dosłownie: „Oskarżam...!”), napisanego w związku z aferą Dreyfusa.
Inny dziennik o tym samym tytule wychodził w Paryżu w latach 1944–1985.